# Тухув (станция)
Тухув (пол. Tuchów) — пассажирская и грузовая железнодорожная станция в городе Тухув, в Малопольском воеводстве Польши. Имеет 1 платформу и 2 пути.
Станция была построена на линии Тарнув — Лелюхув в 1876 году, когда эта территория была в составе Королевства Галиции и Лодомерии.